# Hämarthrose
Der Begriff Hämarthrose bezeichnet eine Erkrankung eines Gelenkes durch die wiederholte und fortbestehende Einblutung.
Betroffen sind häufig Patienten, die unter einer erblich bedingten Störung der Blutgerinnung (Hämophilie) leiden, also „Blutern“ („Hämophilen“). Bei dieser Erkrankung kommt es, auch bei unwesentlichen Anlässen, immer wieder zu schweren, blutigen Gelenkergüssen. Diese führen zu einer Ausweitung der Gelenkkapsel und Vernarbungen des Gelenkinnenraumes. Diese so genannten „Blutergelenke“ entwickeln schnell, schon in jungen Jahren, starke Arthrosen.